# Gingerbread (Baustil)

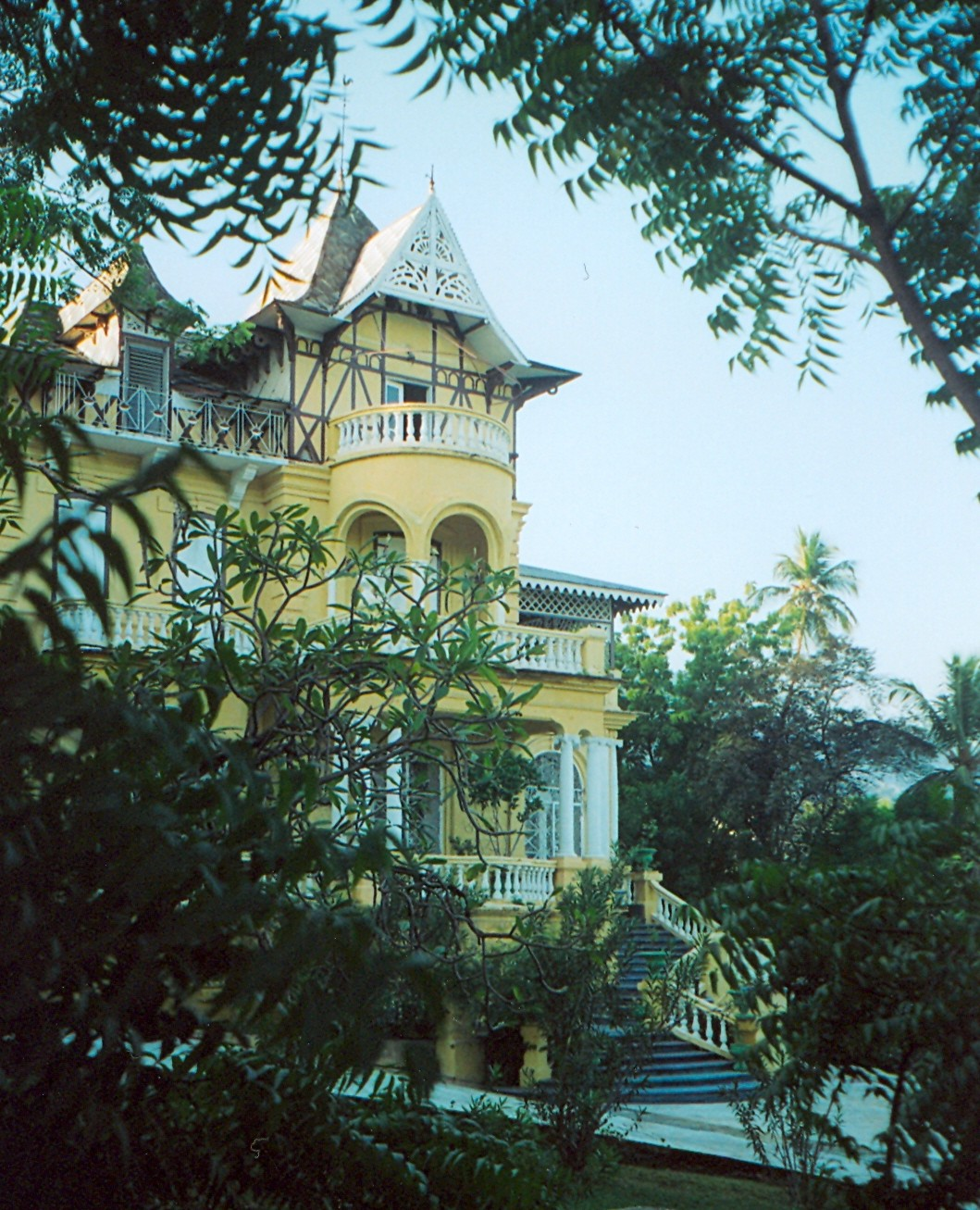
Das Cordasco-Haus, ein altes Gingerbread House im Stadtteil Pacot, Port-au-Prince, Haiti

Der Gingerbread-Baustil (deutsch Lebkuchen) ist ein im 19. Jahrhundert entstandener Architekturstil, der sich aus der Viktorianischen Architektur entwickelte und von kunstvollen Verzierungen sowohl der Fassaden als auch im Inneren von Gebäuden geprägt ist. Der Begriff wird insbesondere für die detaillierten dekorativen Holzarbeiten amerikanischer Architekten in den späten 1860er und den 1870er Jahren verwendet.
Häuser dieses Baustils finden sich vor allem in Haiti, auch in Kuba, den Neuenglandstaaten und Thailand.

## Ursprung in Nordamerika
In den 1830er und 1840er Jahren wurde damit begonnen, bei Hausbauten in den Vereinigten Staaten die europäische Architektur der Neogotik mit ihren aufwendigen Mauerwerksdetails mit entsprechenden Stilmitteln aus Holz zu adaptieren, um amerikanische Holz- und Blockhäuser zu verzieren. Dieses wurde auch als „Carpenter Gothic“ (Schreiner-Gotik) bezeichnet. In der Anfangszeit wurde mit einfachem Stuckwerk gearbeitet. Mitte des 19. Jahrhunderts, als die dampfbetriebenen Dekupiersägen erfunden waren, konnten dünne Bretter in Massenproduktion hergestellt werden, die in eine Vielzahl von Zierelementen geschnitten wurden. Die sogenannten „Lebkuchenelemente“ (gingerbread elements) wurden an der amerikanischen Ostküste in Standardgrößen zu geringen Kosten hergestellt.
Der Stil erlebte in den 1860er Jahren eine Blütezeit in den Wohnvierteln von Chicago. In dem großen Brand von Chicago im Jahr 1871 wurden jedoch viele der Gingerbread-Gebäude zerstört. Das billige Baumaterial der Lebkuchendekorationen wurden sogar als mögliche Ursache des Brandes in der Hoffnung diskutiert, andere Städte zu warnen. Dennoch breitete sich der Stil auch im Westen aus. In den späten 1870er Jahren gab es in San Francisco viele Lebkuchenhäuser auf einem ähnlichen Niveau wie in Chicago fünf oder zehn Jahre zuvor.

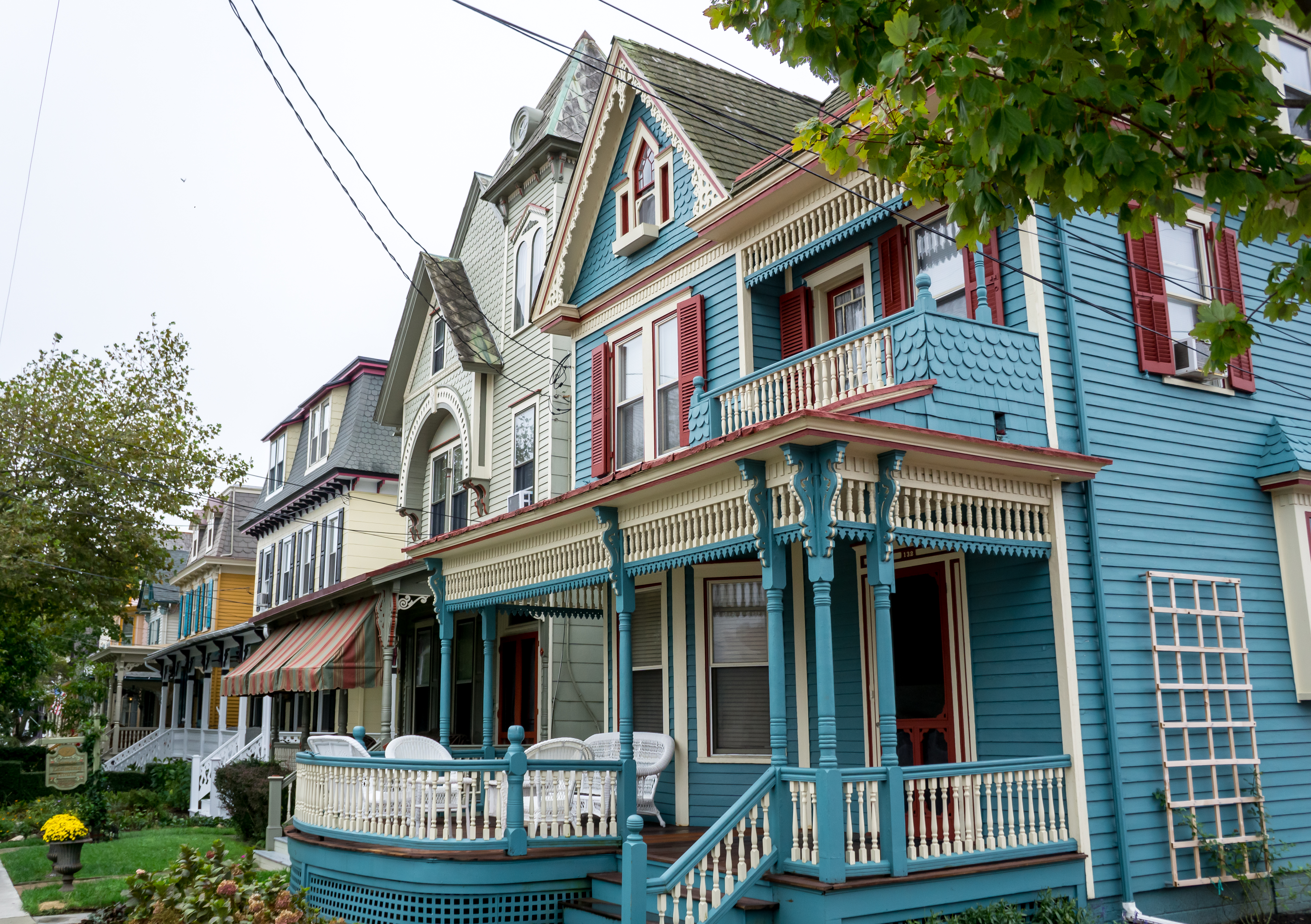
Gingerbread Häuser in Cape May, Vereinigte Staaten

In Ontario, Kanada, hatte sich seit den 1830er Jahren ein Baustil entwickelt, der „Ontario Cottage“ genannt wurde. Ein auffälliges Merkmal war die Verwendung von dekorativen Brettern und Endstücken zur Verzierung der Giebel. Von den 1870er bis zu den 1890er Jahren setzten sich Häuser durch, bei denen es sich in der Regel um ein- bis zweistöckige Backsteinhäuser mit Lebkuchenholzverzierungen an den Giebeln und der Fassade handelte.
Im Jahr 1878 zerstörte ein Brand in Cape May, New Jersey, 30 Häuserblocks der Küstenstadt. Bei dem Wiederaufbau entstanden viele Häuser mit ausgeprägter Lebkuchenverzierung, Giebeln und Türmchen. Die hohe Konzentration dieser Gebäude aus dem späten 19. Jahrhundert in der Stadt ist laut dem National Register of Historic Places  eine der größten Ansammlungen von Gingerbread-Häusern des späten 19. Jahrhunderts in den Vereinigten Staaten. Mehr als 600 Sommerhäuser, Hotels und Geschäftshäuser verleihen der Stadt einen homogenen architektonischen Charakter als eine Art Lehrstück des amerikanischen volkstümlichen Bauens.
In den 1880er Jahren übernahmen viele Häuser in Kalifornien den „Eastlake-Stil“, der nach Charles Eastlake, einem britischen Architekten und Möbeldesigner, benannt wurde. Eastlake veröffentlichte ein Buch, das Illustrationen von Innenraumgestaltungen mit eingeschnittenen Holzpaneelen und Knäufen enthielt, die seine Möbelentwürfe ergänzten. Amerikanische Bauherren dehnten diesen Stil auf den Außenbereich ihrer Häuser aus, indem sie die flach geschnittenen Zierelemente durch gedrechselte Spindeln für Geländerstäbe und Wandverkleidungen ersetzten. Eastlake kritisierte die amerikanische Adaption jedoch als „extravagant und bizarr“. Später wurde der Stil mit Elementen des Italianate und des Second Empire kombiniert, um den „San Francisco Style“ zu schaffen.

## Verbreitung in Haiti
Wohlhabende Haitianer ließen sich zwischen den 1880er und 1920er Jahren Wohnhäuser bauen, deren besondere Architektur lokale Traditionen mit der Adaption ausländischer Einflüsse verband. Einflüsse aus Europa und Nordamerika spielten dabei ebenso eine Rolle wie die Kenntnisse, die sich haitianische Architekten bei ihren Studien im Ausland angeeignet hatten. Französische Handwerker, die Haitianer ausbildeten, trugen praktische Fertigkeiten bei. Diese Häuser waren durch ihre Laubsägearbeiten, Gitterwerke und Muster dekorativ und einzigartig für Haiti. Die Gebäude dieses Stils haben typischerweise große Fenster und Türen, hohe Decken, große Dachböden und tiefe Veranden.

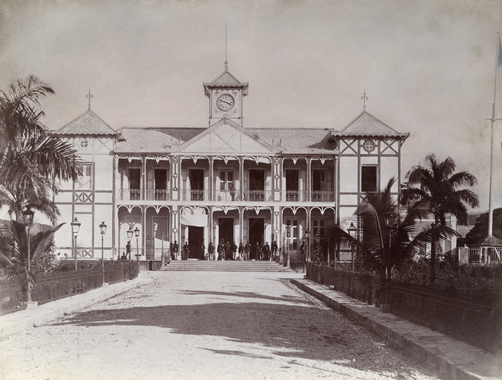
Der zweite Nationalpalast Haitis

Die Verbreitung des Stils begann 1881 mit dem zweiten haitianischen Nationalpalast während der Präsidentschaft von Lysius Salomon. Es folgte der Bau der privaten Villa der Familie Sam, aus dem später das Hotel Oloffson wurde. Viele große Häuser in den gehobenen Vierteln Pacot, Turgeau und Bois-Verna in Port-au-Prince wurden in diesem Stil gebaut. Bis zum Jahr 1925 verbreitete sich der Stil auch im Rest des Landes, darunter in Saint-Marc, Jérémie, Les Cayes, Petit-Goâve und Léogâne.
In den 1920er Jahren wurden neue Baumaterialien verfügbar, darunter Beton. Ferner regelte eine neue Brandschutzverordnung, dass Mauerwerk, Stahlbeton oder Eisenkonstruktionen im Hochbau zu verwenden war. Dies führte dazu, dass sich die architektonischen Stile in Haiti vom Gingerbread-Stil entfernten. Mitte der 1940er Jahre begannen jedoch auch Familien der Mittelschicht Haitis, Stilelemente des Gingerbread in bescheideneren Häuser aufzunehmen.

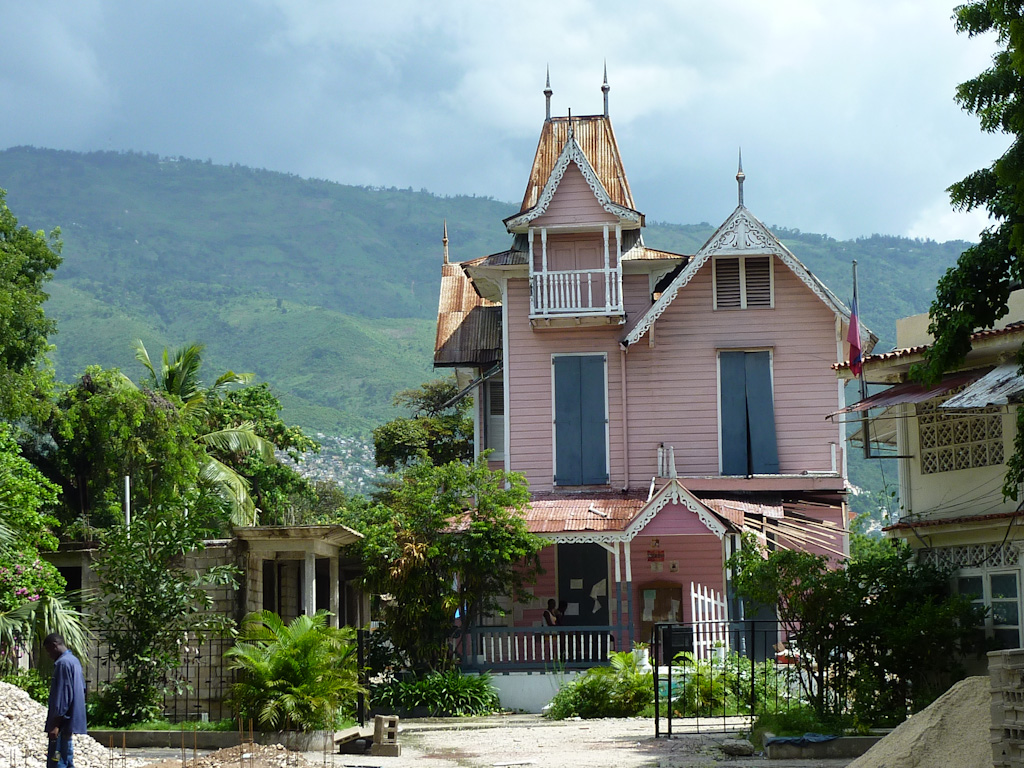
Das Gingerbread Haus der Université Episcopale d’Haiti blieb bei dem Erdbeben von 2010 unbeschädigt, während benachbarte moderne, dreistöckige Hörsaalgebäude in sich zusammen fielen.

Die Bezeichnung „Gingerbread“ wurde in Haiti in den 1950er Jahren von den immer zahlreicher werdenden amerikanischen Touristen geprägt, die die Ähnlichkeit mit den viktorianischen und neugotischen Gebäuden mit entsprechenden Verzierungen in ihrer Heimat schätzten.
Dem Erdbeben in Haiti 2010 fielen im Gingerbread-Stil gebaute Häuser deutlich weniger zum Opfer als moderne Gebäude. Dies führte zu einer Erneuerung der Popularität des Baustils.
Das Lebkuchenhaus trägt den Besonderheiten des karibischen Klimas Rechnung: Hohe Türen, hohe Decken und steile Turmdächer leiten heiße Luft über die bewohnten Räume; Lamellenfenster anstelle von Glas ermöglichen einen kühlenden Luftzug; flexible Holzrahmen halten härtesten Stürmen und Erschütterungen stand.
Die Gingerbread-Gebäude von Haiti wurden als eine von fünfundzwanzig Stätten auf der World Monuments Watch 2020 aufgeführt.